# IC 5352
IC 5352 је елиптична галаксија у сазвјежђу Рибе која се налази на листи објеката дубоког неба у Индекс каталогу.
Деклинација објекта је - 2° 16' 52" а ректасцензија 23h 47m 19,8s. Привидна величина (магнитуда) објекта IC 5352 износи 15,6 а фотографска магнитуда 16,6. IC 5352 је још познат и под ознакама HCG 97E, Shkh 30, PGC 72405.